# Viggo Fausbøll
Michael Viggo Fausbøll (født 22. september 1821 i Hove ved Lemvig, død 3. juni 1908 i Charlottenlund) var en dansk orientalist.
Fausbøll blev student 1838, cand. theol. 1847. Allerede som student havde han kastet sig over studiet af sanskrit, og han vandt 1843 universitetets guldmedalje for besvarelsen af en prisopgave om sanskritsprogets syntaks. Disse studier fortsatte han efter at have taget embedseksamen. Ved hjælp af sanskrit arbejdede han sig på egen hånd ind i pali, i hvilket de københavnske biblioteker besidder en stor samling håndskrifter, som Rask har hjembragt fra Indien.
1855 udgav han Dhammapadam og lagde derved grunden til pali-studiet i Europa. For at samle materiale til lignende skrifter opholdt han sig 1858-60 i London, som han flere gange senere besøgte. 1861 blev han ansat som medhjælper ved Universitetsbiblioteket. Hans udgave af Dhammapadam havde gjort hans navn berømt ikke alene blandt orientalisterne i Europa og Amerika, men også i selve Indien.
Dette kom ham nu til gode, idet han, under meget vanskelige økonomiske forhold, utrættelig arbejdede på sit hovedværk: udgivelsen af Jataka-bogen, en bedrift, som fortjener beundring ikke alene på grund af bogens overordentlige vigtighed for studiet af buddhismen og folkeeventyret, men også på grund af den ihærdighed og klogskab, hvormed den er blevet gennemført trods vanskeligheder, som, navnlig under Danmarks små forhold, syntes at måtte gøre det umuligt at udgive mere end i det højeste et uddrag.
Ved af og til at udgive små prøver søgte Fausbøll at vække interesse for sagen, hvilket også lykkedes til fuldkommenhed. Han opnåede derved at få understøttelse til udgivelsen af den danske regering og senere fra Berlin-Akademiet og den indiske regering, ligesom han ingen møje sparede for at få håndskrifter andre steder fra til sammenligning. Begyndelsen udkom 1875, og det sidste (6.) bind 1896, efterfulgt 1897 af 7. bind (Index by Dines Andersen and Postscriptum by Viggo Fausbøll).
1876 var Fausbøll blevet medlem af Videnskabernes Selskab; 1878 udnævntes han efter N.L. Westergaards død til professor i indisk-østerlandsk filologi ved Københavns Universitet; 1879 tildelte universitetet ham den filosofiske doktorgrad uden disputats; 1888 efter afslutningen af 4. bind af Jataka-bogen hædrede Berlin-Akademiet ham med den Boppske prisbelønning, og 1890 blev han æresmedlem af det Asiatiske Selskab i London.
Foruden de ovennævnte paliværker har Fausbøll oversat Sutta-Nipata (Oxford 1881, Sacred Books of the East, X bind) og senere udgivet den i grundteksten (The Sutta-Nipata, being a collection of some of Gotama Buddhas dialogues and discourses, London 1885) med et etymologisk ordnet glossar, indeholdende en fuldstændig angivelse af ordenes findesteder og fraseologiske anvendelse (London 1894). Endvidere Förteckning öfver de af friherre Adolf Erik Nordenskiöld från Ceylon hemförda Pali-manuskript (i "Ymer" 1883) og Nogle Bemærkninger om enkelte vanskelige Pali-Ord i Jataka-Bogen (i "Oversigt over de Kongelige danske Videnskabers Selskabs Forhandlinger", 1888).
Ved sin mangeårige syslen med Pali-håndskrifter havde Fausbøll erhvervet sig et indgående kendskab til disse, og det blev ham, der kom til at levere den beskrivende katalog over den såkaldte Mandalay-samling i London (Catalogue of the Mandalay MS. in the India Office Library, i "Journal of the Pali Text Society", 1896]); men allerede ved afslutningen af dette arbejde og sin store udgave af Jataka var hans syn så svækket, at han for stedse måtte lægge disse studier til side. Han vendte sig nu til mytologiske studier, især over Mahabharata (Fire Forstudier til en Fremstilling af den ind. Mytologi efter Mahabharata, universitetsprogram 1897; Indian Mythology according to the Mahabharata in outline, 1900), og fortsatte sin lærervirksomhed ved universitetet indtil 1902, da han tog sin afsked.
Også af dansk sprog har Fausbøll gjort sig fortjent, navnlig ved en Ordbog over Gadesproget og saakaldt daglig Tale (København 1866, under pseudonymet V. Kristiansen; 2. meget forøgede udgave, bearbejdet af yngre medhjælpere, udkom 1906-08), ligesom han også har besørget flere gange oplagte udgaver af Molbohistorierne og af Vægterversene. Endvidere: Om 3 Lyde i almindelig dannet Dansk, der hidtil ikke har været anerkendte og opførte som selvstændige Selvlyde (Universitetsjubilæets danske Samfund, "Blandinger", 1882).
Ligesom Fausbøll ved det lykkelige greb, hvormed han valgte emnerne for sine arbejder, og den dygtighed og utrættelighed, hvormed han gennemførte dem, er blevet en af dem, som har bidraget mest til hans videnskabs fremskridt, således viste han også som universitetslærer en praktisk sans, som ledet af hans aldrig svigtende velvilje fremhjalp unge videnskabsdyrkeres anlæg og med godt resultat opmuntrede dem til deres studier. Blandt hans disciple i udlandet kan nævnes A.C. Burnell.
Fausbølls breve findes i Universitetsbiblioteket. Han blev Ridder af Dannebrog 1888, Dannebrogsmand 1891 og Kommandør af 2. grad 1898. Han er begravet på Gentofte Kirkegård. Fausbøll er portrætteret på P.S. Krøyers maleri af Videnskabernes Selskab 1897 (Videnskabernes Selskab).